# Ectot-l'Auber
Ectot-l'Auber is een gemeente in het Franse departement Seine-Maritime (regio Normandië) en telt 430 inwoners (1999). De plaats maakt deel uit van het arrondissement Rouen.

## Geografie
De oppervlakte van Ectot-l'Auber bedraagt 5,0 km², de bevolkingsdichtheid is 86,0 inwoners per km².
De onderstaande kaart toont de ligging van Ectot-l'Auber met de belangrijkste infrastructuur en aangrenzende gemeenten.

## Demografie
Onderstaande figuur toont het verloop van het inwonertal (bron: INSEE-tellingen).